# Vidovdan
El Vidovdan (en Serbio cirílico: Видовдан, "Día de San Vito") es una fiesta nacional y religiosa (una slava) serbia celebrada anualmente el 28 de junio (según el calendario Gregoriano) o 15 de junio según el calendario Juliano (al uso de la Iglesia Ortodoxa Serbia) en cual se venera a San Vito.
La Iglesia Serbia lo designa como memorial al Santo príncipe Lazar y los santos mártires serbios caídos en la épica Batalla de Kosovo en contra del Imperio Otomano un 15 de junio de 1389. Es una festividad de suma importancia para el pueblo serbio y su identidad nacional.
Diversos hechos de gran relevancia histórica para Serbia y los serbios han ocurrido a lo largo de los años en Vidovdan.
- Datos: Q833147
- Multimedia: Vidovdan / Q833147